# حركة رجولية
الحركة الرجولية هي حركة اجتماعية تتألف من جماعات ومنظمات من الرجال ومناصريهم تركز على قضايا النوع الاجتماعي، وتتراوح أنشطتها بين المساعدة الذاتية وتقديم الدعم إلى ممارسة الضغط والعمل النشط.
تتألف الحركة الرجولية من عدة حركات مختلفة وغالبًا ما تكون متناقضة الأهداف. تضم الحركة الرجولية مجموعة من الحركات الرئيسية: حركة حرية الرجال، وحركة تأييد النسوية، والحركة الرجولية الأسطورية، وحركة حقوق الرجال، وحركة الرجال المسيحية، ممثلة بحافظي العهد. وُجدت الحركة في الغالب في العالم الغربي وظهرت في ستينيات القرن العشرين وسبعينياته.

## حركة حرية الرجال
تتكون الحركة الرجولية من «شبكات من الرجال الذين يتشاركون على نحو واع في الأنشطة المتصلة بالرجال والنوع الاجتماعي. ظهرت في أواخر ستينيات القرن العشرين وسبعينياته في الثقافة الغربية، إلى جانب الحركة النسائية والنسوية، وفي كثير من الأحيان استجابة لها». بينما تمتلك العديد من السمات المميزة للمجموعات العلاجية ذاتية المساعدة، فإن مجموعات الحركة الرجولية أصبحت تنظر بشكل متزايد إلى النمو الشخصي والعلاقات الأفضل مع الرجال الآخرين على أنها «عديمة الجدوى دون تحول مصاحب في العلاقات والأيديولوجيات الاجتماعية التي تدعم الوسائل المختلفة لكينونة الرجال أو تهمشها». شعر ناشطو الحركة الرجولية المتعاطفون مع مواقف الحركة النسوية بالقلق إزاء تفكيك هوية الذكور والذكورية. استنادًا إلى ناشطي الحركة النسوية الأوائل الذين انتقدوا الدور التقليدي للمرأة، استخدم أعضاء حركة حرية الرجال لغة نظرية دور النوع الاجتماعي ليجادلوا بأن دور الذكور في مجال الجنسين هو بالمثل دور تقييدي للرجال ومضرّ بهم. لم يحدد بعض أنصار حرية الرجال سياق العلاقات بين الأنواع، وجادلوا بأن أدوار الجنسين تضر بنفس القدر بالرجال والنساء على حد سواء.
كتب عالم الاجتماع مايكل ميسنر أنه بحلول أواخر سبعينيات القرن العشرين،
اختفى تحرير الرجال. أصبحت الأطراف المحافظة والمعتدلة لتحرير الرجال حركة لحقوق الرجال ضد النسوية، تُيسرها لغة أدوار الأنواع الاجتماعية. تخلى الطرف التقدمي لتحرير الرجال عن لغة الدور الاجتماعي وشكّل مؤيدة للنسوية تقوم على لغة العلاقات بين الأنواع الاجتماعية والسلطة.

## حركة تأييد النسوية الرجولية
انبثقت حركة تأييد النسوية الرجولية من حركة حرية الرجال في منتصف سبعينيات القرن العشرين. كان مؤتمر الرجال والذكورة الأول، الذي عُقد في تينيسي عام 1975، أحد الأنشطة الأولى التي نظمها الرجال المؤيدون للنسوية في الولايات المتحدة. تأثرت حركة تأييد النسوية الرجولية بحركة الموجة النسوية الثانية، والقوة السوداء، والنشاط الطلابي، والحركة المناهضة للحرب، والحركات الاجتماعية للمثليين في ستينيات القرن العشرين وسبعينياته. تتبنى الحركة الرجولية عمومًا أهداف النسوية.
شكّك الرجال المؤيدون للنسوية في المثل الثقافية للذكورة التقليدية، وغالبًا ما يزعمون أن التوقعات والمعايير الاجتماعية أرغمت الرجال على الاضطلاع بأدوار جنسانية صارمة، وقيدت قدرة الرجال على التعبير عن أنفسهم، وحددت اختياراتهم على سلوكيات تُعتبر مقبولة اجتماعيًا لدى الرجال. فضلًا عن ذلك، سعى الرجال المؤيدون للنسوية إلى القضاء على التحيز الجنسي والحد من التمييز ضد المرأة. وقاموا بالحملات إلى جانب أنصار الحركة النسوية حول مجموعة متنوعة من القضايا، بما في ذلك تعديل الحقوق المساواة، وحقوق الإنجاب، والقوانين المناهضة للتمييز في العمل، ورعاية الأطفال بأسعار معقولة، وإنهاء العنف الجنسي ضد المرأة.
في العقود الأخيرة اللاحقة لبداية حركة تأييد النسوية الرجولية في الولايات المتحدة، نُظمت مبادرات مماثلة ومترابطة على المستوى الدولي. في عام 2004، اجتمع عدد من القادة المشاركين في إشراك الرجال والفتيان في العدالة بين الجنسين في مختلف أنحاء العالم لتشكيل المنظمة العالمية «مين إنغيج». ومنذ ذلك الحين، نظمت مين إنغيج مؤتمرين دوليين؛ أحدهما في ريو دي جانيرو في عام 2009، والآخر في نيودلهي في عام 2014.
ومن بين الكتاب المؤيدين للنسوية ديفيد تيسيي، وراوين كونيل، وروبرت جنسن، وجاكسون كاتس، ودون إدغار.

## حركات حقوق الرجال والآباء
تفرعت حركة حقوق الرجال من حركة حرية الرجال بين منتصف سبعينيات القرن العشرين وأواخرها. ركزت تحديدًا على قضايا التمييز واللامساواة التي يواجهها الرجال. شاركت الحركة في مجموعة متنوعة من المسائل المتصلة بالقانون (بما في ذلك قانون الأسرة، والأبوة، والأمومة، والعنف المنزلي)، والخدمات الحكومية (بما في ذلك التعليم، والخدمة العسكرية، وشبكات الأمان الاجتماعي).
تُعد حركة حقوق الآباء مجموعة فرعية من حركة حقوق الرجال. يهتم أفرادها في المقام الأول بالقضايا المتعلقة بقانون الأسرة، بما في ذلك حضانة الأطفال وإعانة الأطفال التي تؤثر على الآباء وأطفالهم.
ومن بين الناشطين البارزين في مجال حقوق الرجال أردين فارديل، وهيرب غولدبرغ، وريتشارد دويل، وأسا بابر. كان غلين ساكس ناشطًا في مجال حقوق للآباء.

## الحركة الرجولية الأسطورية
ترتكز الحركة الرجولية الأسطورية على وجهات نظر روحية مستمدة من التحليل النفسي، وخاصة عمل كارل يونغ. وهي أقل سياسية من الحركة المؤيدة للنسوية أو حقوق الرجال، وتركز أيضًا على المساعدة الذاتية. يُطلق عليها اسم «الأسطورية» بسبب استنادها إلى الأساطير المنقولة كشعر مع بعض الاستيلاء على السكان الأصليين، مثل الأمريكيين الأصليين، والأساطير والمعارف. انتقد روبرت بلاي، وهو من كبار الحركة الأسطورية، «الرجال اللطفاء»، وجادل بأن الصبية لا بد أن يبادروا إلى العمل رجالًا لحيازة «طاقة زيوس»، والتي يدعوها بلاي «السلطة الذكورية» التي «تشمل الذكاء، والصحة الجيدة، وحسن النية، والقيادة الكريمة». يشدد الرجال الأسطوريون على «تكريم الأكبر سنًا» و«استصلاح» الآباء و«إطلاق العنان للرجل الجامح في الداخل»، ولكن مع التركيز على أثر الابوة على التطور النفسي للرجال.
يُنظر إلى الذكورة على أنها تشمل أنماط العقل الباطن والنمط البدائي، وأنها تُكشف من خلال الأسطورة والقصة والطقوس، وتدعمها النظريات المستمدة من علم النفس أو العمق التحليلي.
يوجد بعض التداخلات بين حقوق الرجال ووجهات نظر تحرير الرجال.
تشمل الأنشطة ما يلي:
- برامج إرشاد الذكور (بناءً على الاعتقاد أن الذكور البالغين ينبغي أن يساعدوا الصبية على أن يصبحوا رجالًا أصحاء)
- معسكرات الطقوس وقرع الطبول وسرد القصص
- مجموعات الدعم
- مساعي تطوير مناهج برامج الصبية في المدارس